# Jan Stínavský
Jan Stínavský či Hlohovsko-Stínavský († 1365) byl hlohovský a stínavský kníže z rozrodu slezských Piastovců.
Byl synem hlohovkého a velkopolského knížete Jindřicha III. Dne 29. dubna 1329 složil lenní přísahu českému králi Janovi Lucemburskému.